# Spiraea duthieana
Spiraea duthieana är en rosväxtart som beskrevs av Zinserling. Spiraea duthieana ingår i släktet spireor, och familjen rosväxter. Inga underarter finns listade i Catalogue of Life.